# Gordon (Alabama)
Gordon é uma cidade  localizada no estado americano do Alabama, no Condado de Houston.

## Demografia
Segundo o censo americano de 2000, a sua população era de 408 habitantes.
Em 2006, foi estimada uma população de 416, um aumento de 8 (2.0%).

## Geografia
De acordo com o United States Census Bureau, a localidade tem uma área de 8,4 km², sem área coberta por água. Gordon localiza-se a aproximadamente 44 m acima do nível do mar.

## Localidades na vizinhança
O diagrama seguinte representa as localidades num raio de 24 km ao redor de Gordon.